# Felipe González
Pour le navigateur et cartographe espagnol, voir Felipe González de Ahedo.
Pour les articles homonymes, voir Márquez et González.
Felipe González Márquez (/feˈlipe ɣonˈθaleθ ˈmaɾkeθ/), né le 5 mars 1942 à Dos Hermanas (province de Séville, Andalousie), est un homme d'État espagnol.
En 1974, à l'âge de 32 ans, il est élu secrétaire général du Parti socialiste ouvrier espagnol (PSOE), un poste qu'il conserve durant vingt-trois ans. Après avoir été, de facto, chef de l'opposition entre 1977 et 1982, il accède, à 40 ans, à la présidence du gouvernement. Il reste au pouvoir jusqu'en 1996, quand José María Aznar, du Parti populaire (PP), lui succède. Il abandonne, un an plus tard, la direction du PSOE. Il continue de siéger au Congrès des députés jusqu'en 2004, puis quitte la vie politique. Figure majeure de la Transition démocratique, il détient le record de candidatures à la présidence du gouvernement, avec sept tentatives dont quatre fructueuses.

## Parcours politique
Avocat de profession, licencié en droit à l'université de Séville, il rejoint, dans la clandestinité, le PSOE (Parti socialiste ouvrier espagnol) en 1963. Il participe à plusieurs manifestations contre l'Espagne franquiste. Dans le contexte de la rénovation du parti, le PSOE de l'intérieur dirigé par González et composé principalement de socialistes andalous et basques, l'emporte sur le PSOE exilé, dirigé par Rodolfo Llopis. González est donc élu secrétaire général à l'occasion du Congrès en exil de Suresnes en 1974. 
Avec la démocratisation de l'Espagne, consécutive à la mort du général Franco et l'accession au trône du roi Juan Carlos Ier, il est élu député en 1977, réélu en 1979 et siège ainsi au Congrès des députés, la chambre basse des Cortes, prenant la tête de l'opposition de gauche au gouvernements de centre-droit de l'UCD. Il reste député jusqu'en 2004, année où le PSOE fait son retour au gouvernement.
Il représente les socialistes aux premières élections générales libres de 1977 et 1979, à chaque fois terminant second derrière le centriste Adolfo Suárez. 

### Président du gouvernement

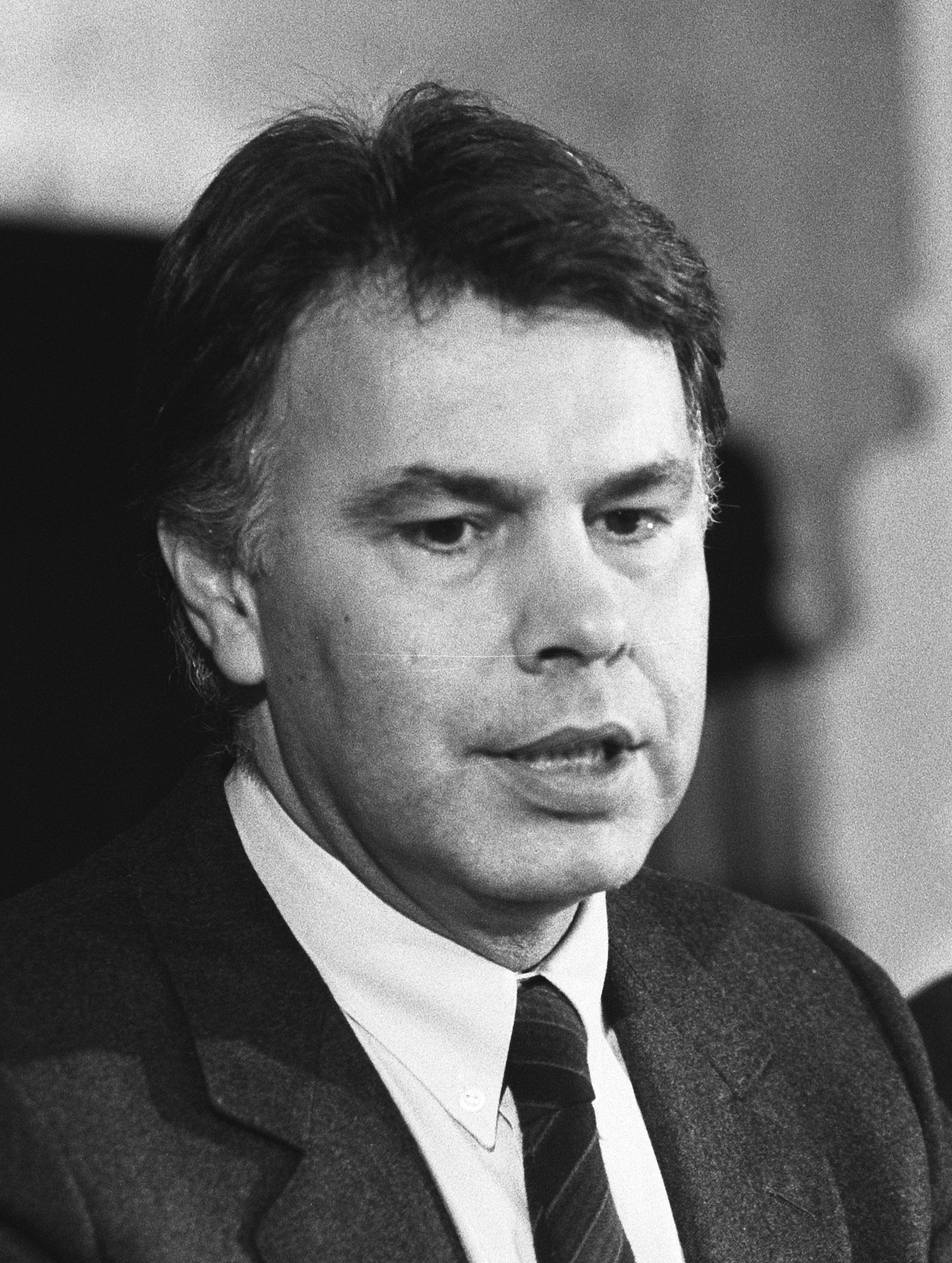
Felipe González en 1986.

Il devient président du gouvernement à l'issue des élections générales de 1982, qui avaient vu l'UDC s’effondrer, et conserve cette fonction durant quatre mandats (1982-1986, 1986-1989, 1989-1993 et 1993-1996). 
Durant ses mandats, il conjugue réformes économiques libérales (privatisations, faibles impôts pour les entreprises) et réformes sociales (extension de la sécurité sociale) qui favorisent l'investissement mais déboucheront sur une grave crise économique dans ses dernières années de pouvoir, générant un taux de chômage de plus de 20 % et une forte augmentation de la dette. Il est l'un des promoteurs de l'Exposition universelle de Séville et des Jeux olympiques de Barcelone, deux manifestations qui se déroulent en 1992, et fait adhérer l'Espagne à la Communauté économique européenne. En 1993, il est lauréat du Prix International Charlemagne.
Son administration est secouée entre 1994 et 1995 par plusieurs scandales de corruption, conduisant à la démission du ministre de l'Intérieur, du ministre de l'Agriculture et de plusieurs ténors du PSOE. Le chef de la Garde civile (qui témoignera longuement contre González) et le gouverneur de la Banque d'Espagne sont à leur tour emportés par des affaires de détournements de fonds. Felipe González est quant à lui soupçonné par la justice espagnole d’être l'instigateur des Groupes antiterroristes de libération (GAL), des escadrons paramilitaires clandestins qui se livraient, y compris en France, à des exécutions extrajudiciaires de membres de l'ETA ou de militants indépendantistes basques. Dans cette même affaire, José Barrionuevo (ministre de l'Intérieur entre 1982 et 1988) et un secrétaire d’État sont condamnés à des peines d'emprisonnement, tandis que la culpabilité de Felipe González ne peut être prouvée. Plusieurs policiers condamnés pour des actes de torture sont graciés par son gouvernement. En juin 2020, la CIA déclassifie des informations confirmant que Felipe González a autorisé la création des Groupes antiterroristes de libération.
La quotidien El Diario relève en 2016 que près de 50 % des ministres de Felipe González ont ensuite rejoint des conseils d’administration et des directions d’entreprises privées, le pantouflage étant une  pratique courante dans la vie politique espagnole. 

### Retrait du pouvoir

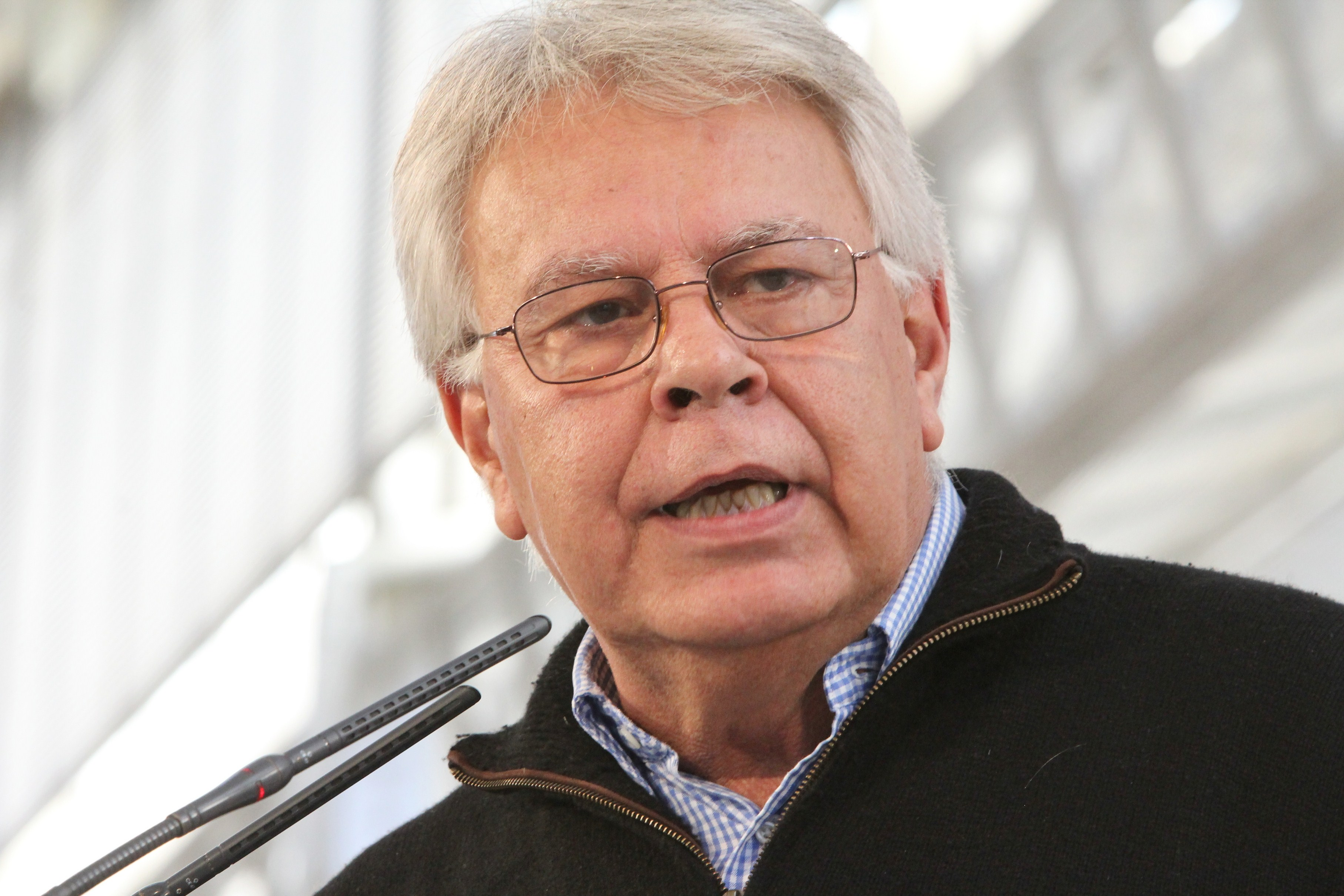
Felipe González en 2012.

Felipe González est choisi pour présider, à sa création, le « groupe de réflexion au Conseil européen sur l‘avenir de l‘UE à l‘horizon 2030 », de décembre 2007 jusqu'à la publication du rapport final du groupe en mars 2010,. Au cours de sa carrière, il défend à plusieurs reprises une Europe unie en se fondant sur un modèle politique d'intégration fédérale.
Il devient « lobbyste » de l'homme d'affaires mexicain Carlos Slim et est membre du conseil d'administration de la multinationale Gas Natural. Il reste impliqué en politique en conseillant notamment Henrique Capriles, l'un des chefs de l'opposition vénézuélienne.
En 2016, il s'oppose à Pedro Sánchez, le secrétaire général du PSOE (finalement poussé à la démission par les cadres du parti puis réélu par un vote des militants) et soutient la reconduction du gouvernement conservateur de Mariano Rajoy afin d'éviter une crise politique. Il continue de se montrer très critique envers Pedro Sánchez lorsque celui-ci devient président du gouvernement en 2018, auquel il reproche notamment d'avoir signé une coalition avec Podemos et négocié avec les partis indépendantistes basques et catalans. En 2021, il se déclare « orphelin de représentation politique ».

## Vie privée
Felipe González est connu pour avoir créé et entretenu, avec l'aide du spécialiste Luis Vallejo, une collection de bonsaïs, conservée depuis février 2005 au Jardin botanique royal de Madrid. Il est également le créateur de joailleries, comme les pendentifs portés par Sonsoles Espinosa, épouse du président du gouvernement, José Luis Rodríguez Zapatero, lors du mariage du prince des Asturies en 2004.
Il est propriétaire d'une finca de 120 hectares estimée à un million d'euros dans la province de Cáceres. En 2014, il reçoit la nationalité colombienne de son ami Juan Manuel Santos.
Son épouse est citée dans le scandale des Panama Papers.

## Honneurs

### Distinctions
En 1993, il est récompensé par le prix Charlemagne, remis par la ville d'Aix-la-Chapelle.
Comme cela s'est produit avec les précédents chefs du gouvernement, Felipe González se voit offrir par le roi un titre de noblesse lorsqu'il quitte ses fonctions en 1996. Bien que reconnaissant envers le souverain, il refuse alors pour des raisons de cohérence personnelle et politique, fondée sur son statut de chef d'un parti socialiste.

### Reconnaissances
- 1998 : Hijo Predilecto de Andalucía[16]